# Virginia Huget
Virginia Clark (22 de diciembre de 1899 - 27 de junio de 1991), más conocida como Virginia Huget, fue una prolífica y versátil dibujante y escritora de cómics estadounidense. Es conocida por sus tiras cómicas que representan a las flappers y por ampliar la imagen de las flappers al representarlas como jóvenes trabajadoras en lugar de como mujeres despreocupadas y libres, que era el estereotipo comúnmente usado en ese momento.

## Biografía

### Vida personal
Huget nació en Dallas, Texas, en 1899. Allí conoció y se casó con Coon Williams Hudzietz. Cambió su apellido a Huget cuando vendió su primer cómic en 1926. Estudió en el Instituto de Arte de Chicago.

### Obra
Gentleman Prefer Blondes fue el primer trabajo de Huget y fue vendido a Bell Syndicate en 1926. En 1927 Huget creó Babs in Society, una tira dominical a página completa en color. Otras tiras que produjo en este formato fueron: Flora's Fling (1928), Campus Caper (1928), Babs (1929), Double Dora (1929) y Miss Aladdin (1929). También dibujó las tiras en blanco y negro Molly the Manicure Girl (1928, escrita por John P. Medbury) y Campus Capers (1929). Las tiras de Molly the Manicure Girl se conservan en la Biblioteca del Congreso de Estados Unidos. En 1931 y 1932 Huget ilustró Still More Boners (1931) del Dr. Seuss y Prize Boners for 1932. Más tarde ganó el primer premio de la Art Director's League de Nueva York por sus anuncios de jabón Lux, creados en formato de tira cómica. En 1937, imitó con éxito el estilo de Percy Crosby, dibujando su tira cómica Skippy cuando él no podía hacerlo debido a su alcoholismo. Huget comenzó a dibujar Oh, Diana!, de Don Flowers, una tira de aventuras, en 1944 bajo el nombre de Virginia Clark, transformándola finalmente en una tira para adolescentes, que era un género más popular en ese momento.